# Hilary Koprowski
Hilary Koprowski (født 5. december 1916, død 11. april 2013) var en polskfødt amerikansk virologist og immunologist.